# Oostenrijkse parlementsverkiezingen 2017
De tweeëntwintigste verkiezingen van de Nationalrat, het parlement van Oostenrijk, vonden plaats op 15 oktober 2017. De ÖVP was volgens de voorlopige uitslagen de winnaar met 31,7 procent van de stemmen, een winst van bijna 8 procentpunten ten opzichte van de vorige verkiezingen in 2013.  Sebastian Kurz wordt door de overwinning van zijn partij de nieuwe bondskanselier. De sociaaldemocratische SPÖ van kanselier Christian Kern eindigde op de tweede plaats, maar is met 27 procent van de stemmen nauwelijks gegroeid. De rechtse FPÖ boekte winst, van 20,5 naar 25,9 procent.

## Deelnemende partijen
Enkel de partijen die in elke deelstaat een lijst hebben ingediend, worden weergegeven.
| Afbeelding | Afbeelding | Partij | Ideologie                                                                          | Lijsttrekker                                     |
| ---------- | ---------- | --- | ---------------------------------------------------------------------------------- | ------------------------------------------------ |
|            |            | Sozialdemokratische Partei Österreichs (SPÖ)                                                                         | Centrumlinks sociaaldemocratie, progressivisme                                     | Christian Kern (bondskanselier)                  |
|            |            | Liste Sebastian Kurz – Die neue Volkspartei (ÖVP)                                                                    | Centrumrechts christendemocratie, liberaal conservatisme                           | Sebastian Kurz (minister van Buitenlandse Zaken) |
|            |            | Freiheitliche Partei Österreichs (FPÖ)                                                                               | Rechts rechts populisme, nationaal liberalisme, conservatisme                      | Heinz-Christian Strache                          |
|            |            | Die Grünen - Die Grüne Alternative (GRÜNE)                                                                           | Centrumlinks groene politiek, progressivisme                                       | Ulrike Lunacek                                   |
|            |            | NEOS - Das Neue Österreich gemeinsam mit Irmgard Griss, Bürgerinnen und Bürger für Freiheit und Verantwortung (NEOS) | Centrum liberalisme, centrisme, Europeanisme                                       | Matthias Strolz                                  |
|            |            | Die Weissen - Das Recht geht vom Volk aus. Wir alle entscheiden in Österreich. Die Volksbewegung. (WEISSE)           |                                                                                    | Isabella Heydarfadai                             |
|            |            | Freie Liste Österreich & FPS Liste Dr.Karl Schnell (FLÖ)                                                             | Rechts rechts populisme, Eurosceptisme                                             | Barbara Rosenkranz                               |
|            |            | Kommunistische Partei Österreichs und Plattform PLUS - offene Liste (KPÖ)                                            | Extreemlinks communisme, ecologisme                                                | Mirko Messner                                    |
|            |            | Liste Peter Pilz (PILZ)                                                                                              | Centrumlinks groene politiek, sociaal liberalisme, sociaaldemocratie, Europeanisme | Peter Pilz                                       |
|            |            | Liste Roland Düringer - Meine Stimme Gilt (GILT)                                                                     | populisme, anti-establishment                                                      | Roland Düringer                                  |

## Lijsttrekkers

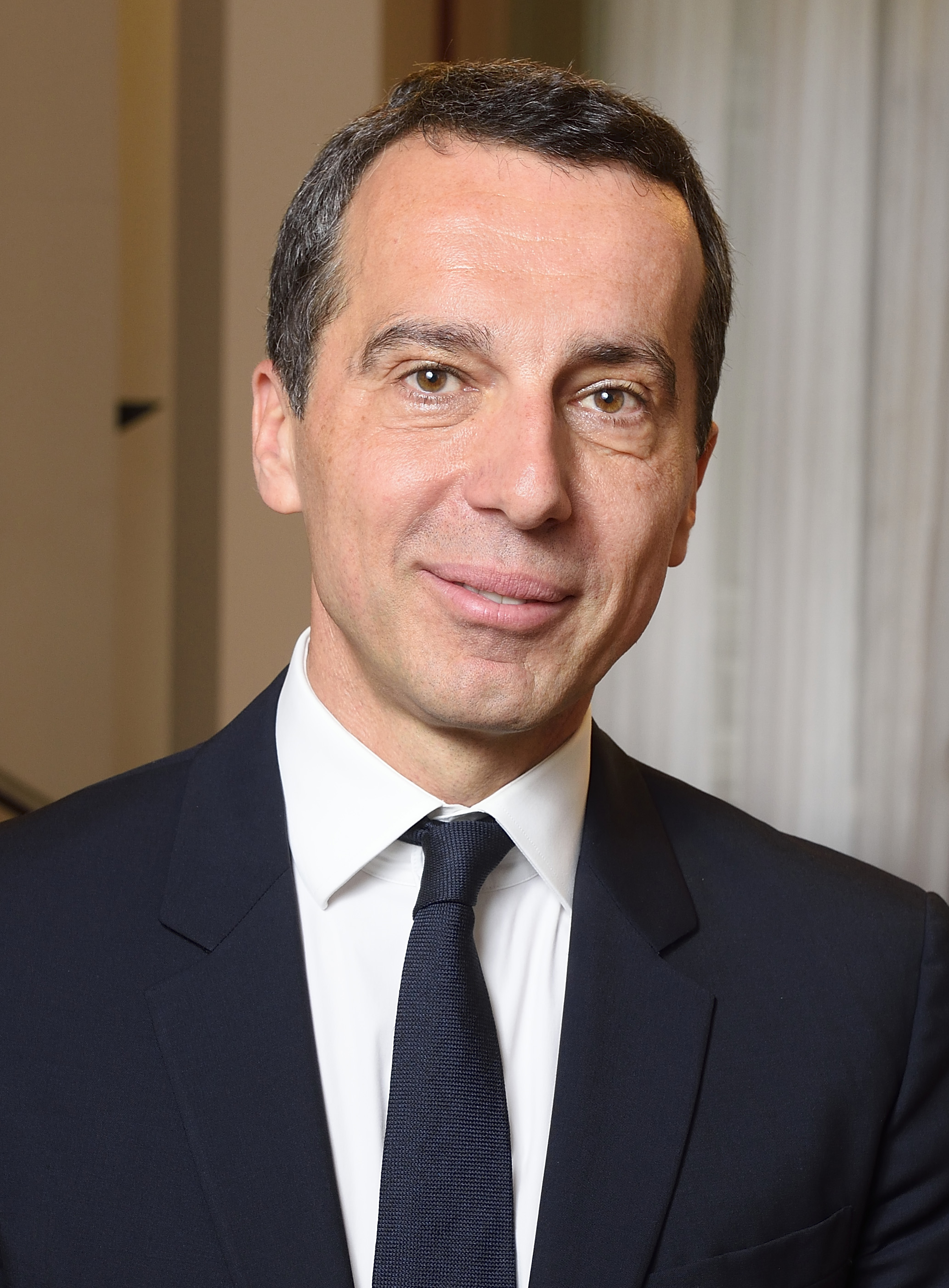
Christian Kern (SPÖ)
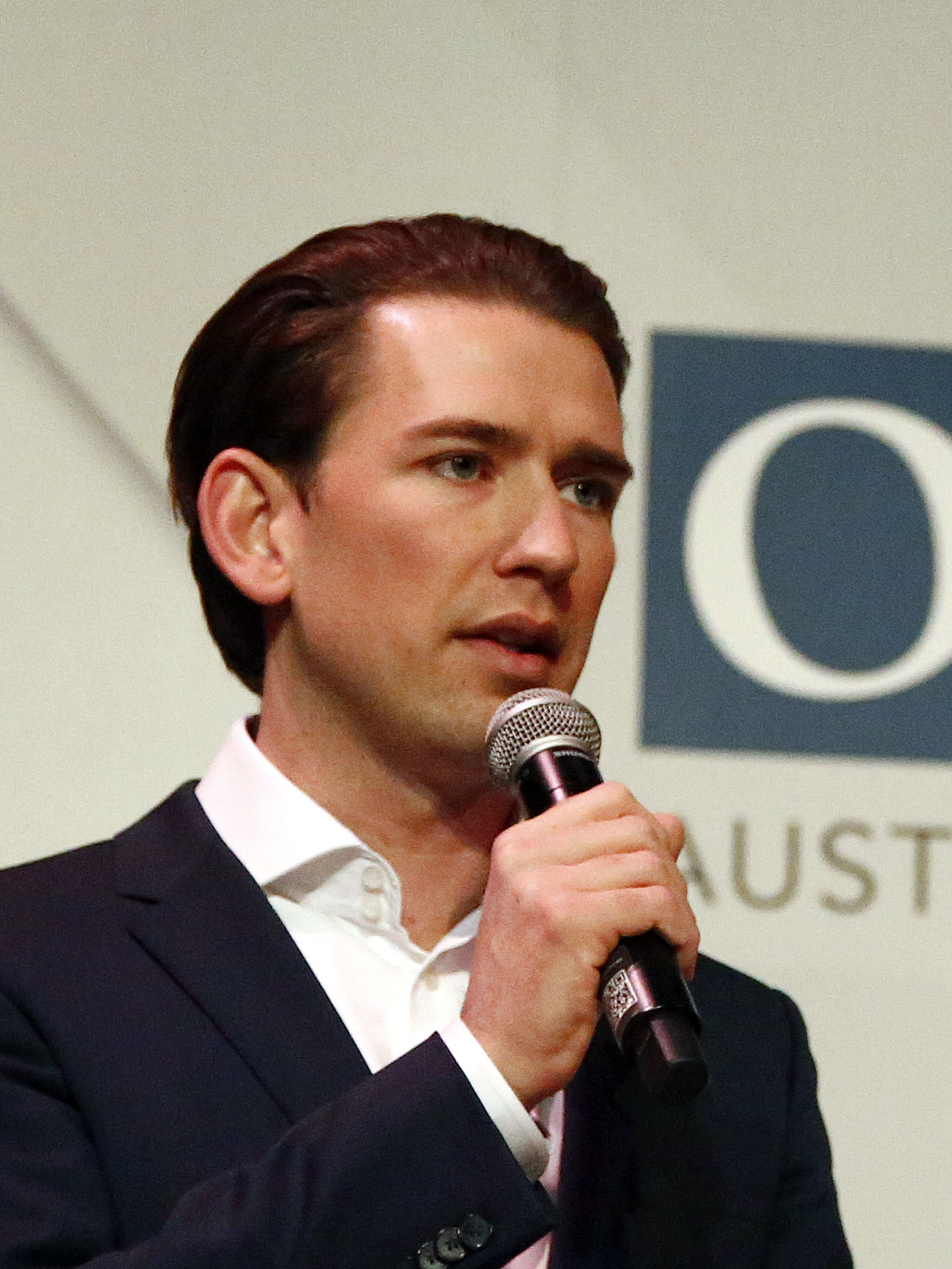
Sebastian Kurz (ÖVP)
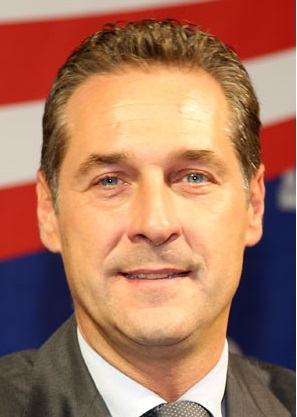
Heinz-Christian Strache (FPÖ)
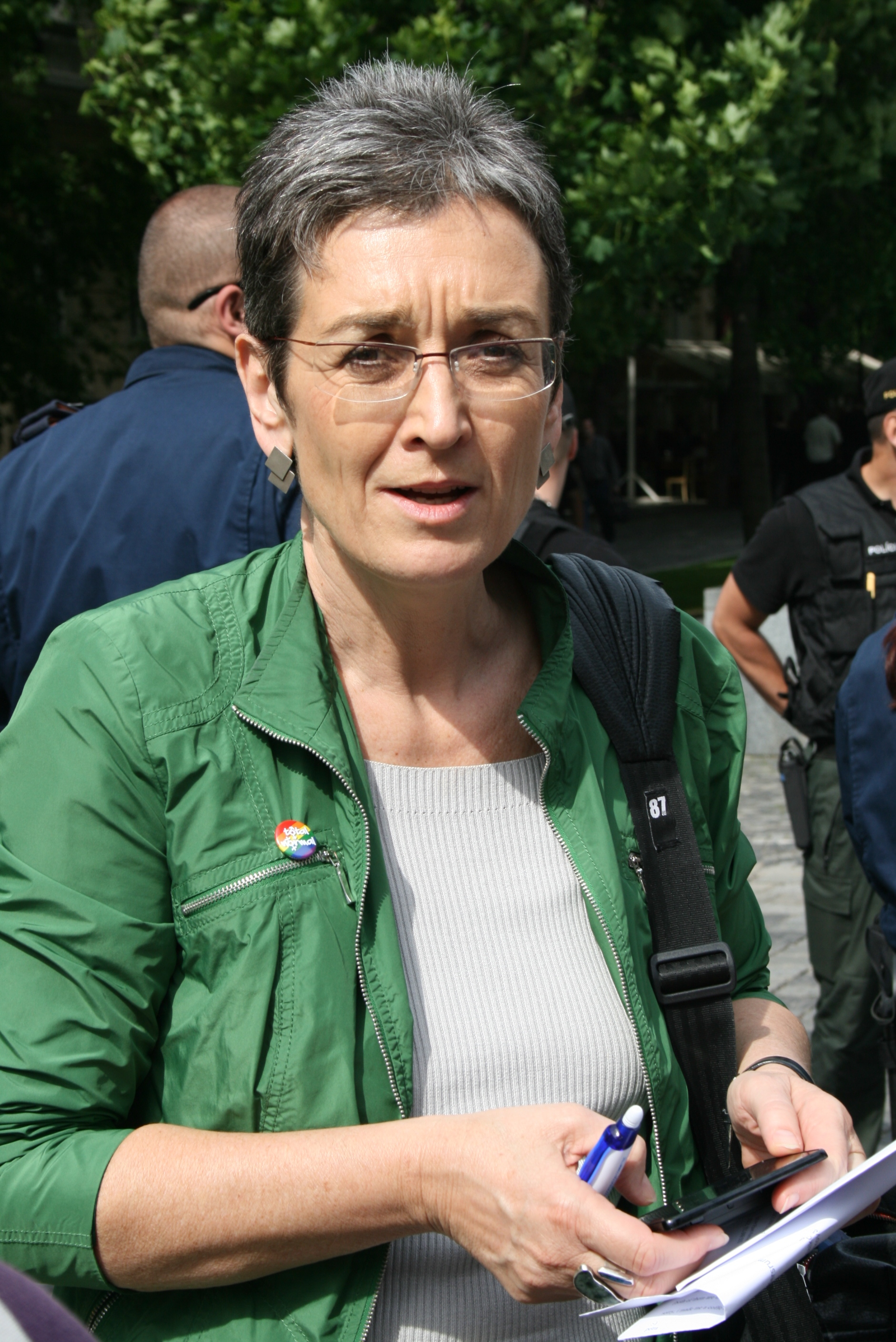
Ulrike Lunacek (GRÜNE)
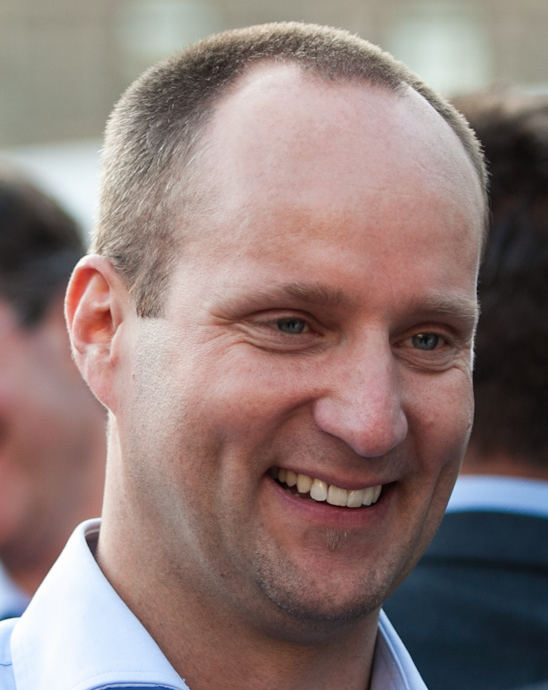
Matthias Strolz (NEOS)
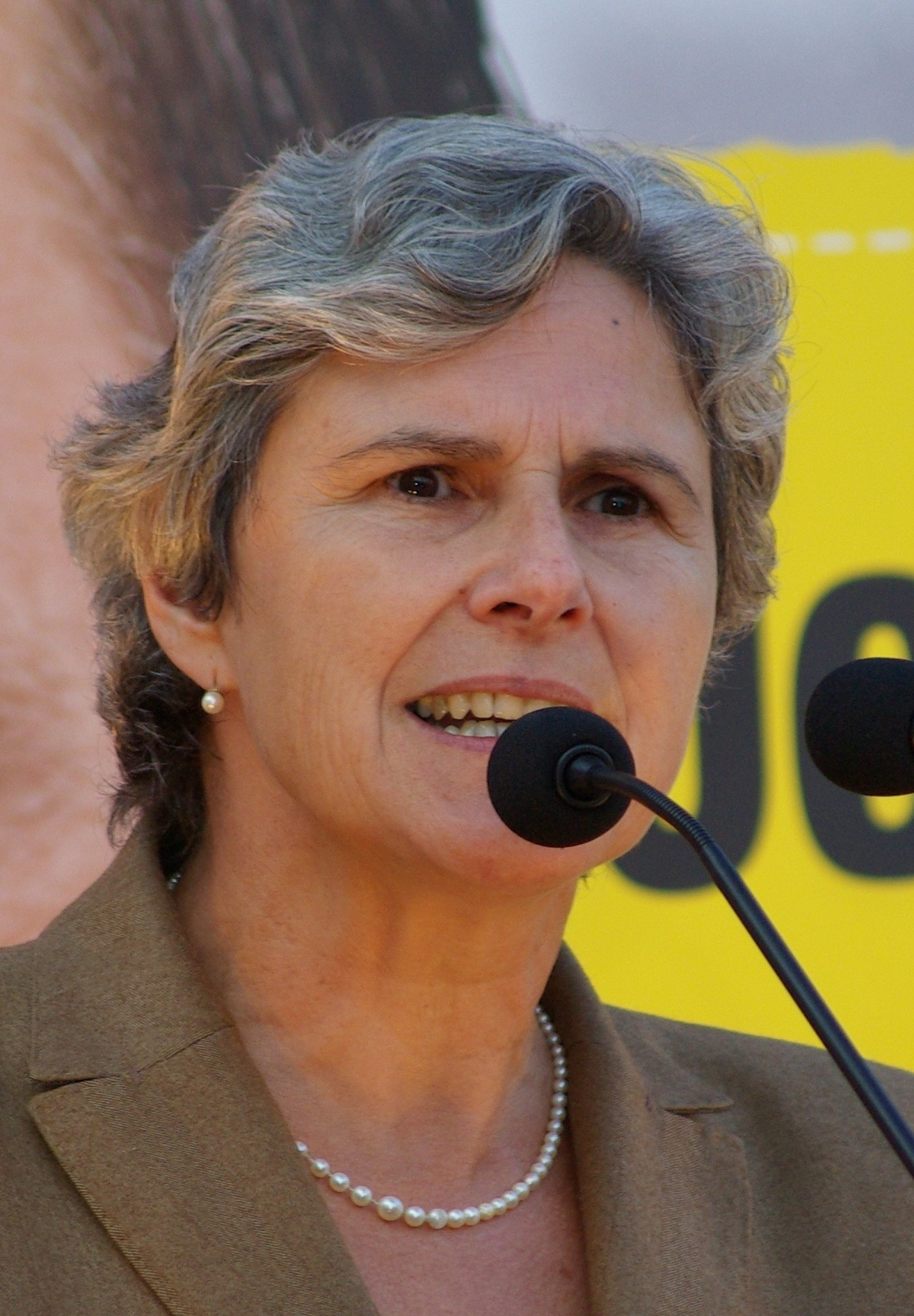
Barbara Rosenkranz (FLÖ)
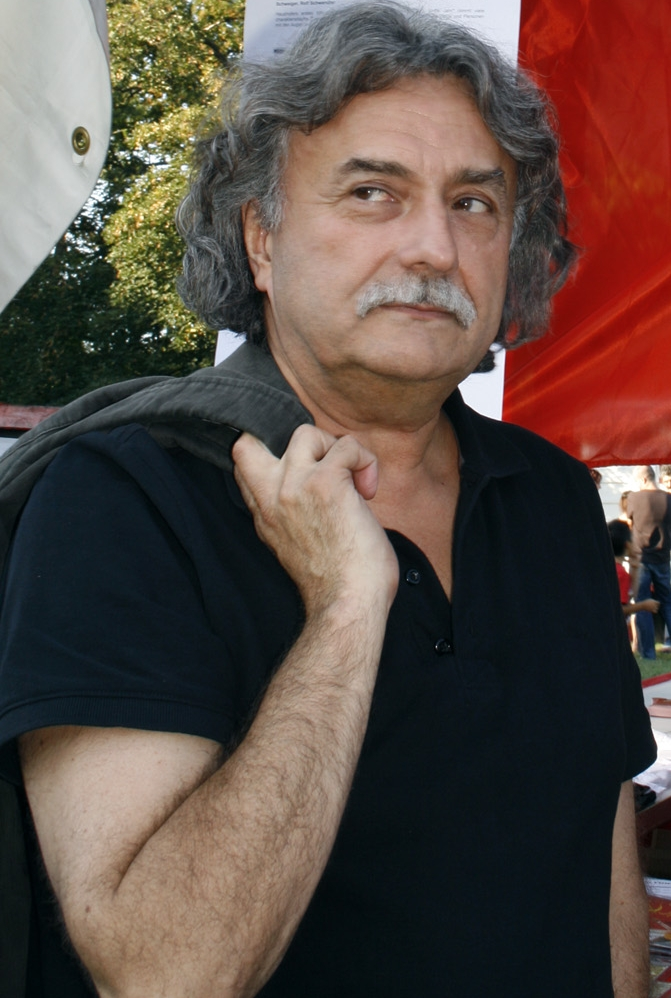
Mirko Messner (KPÖ)
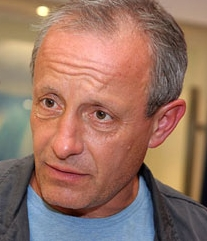
Peter Pilz (PILZ)
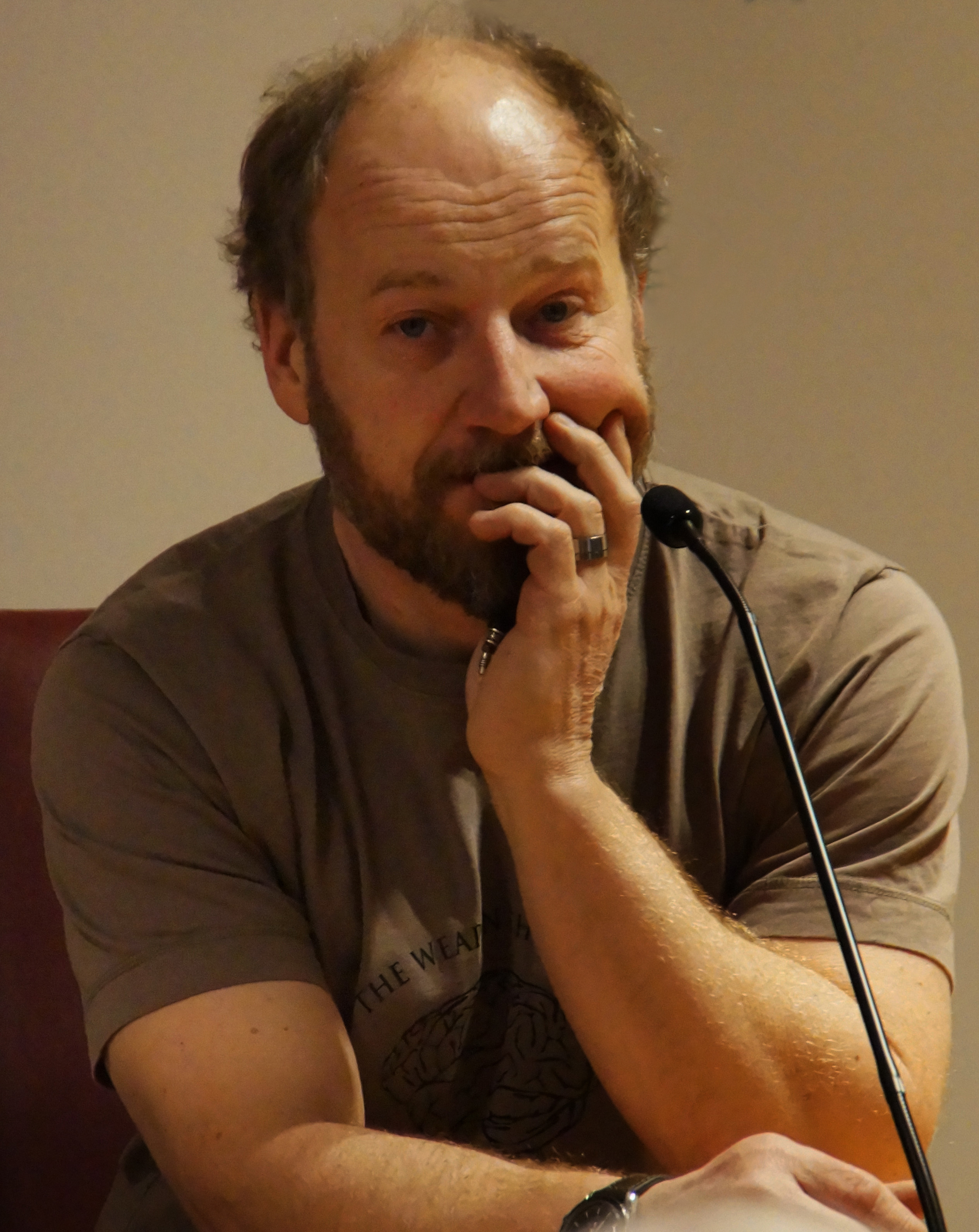
Roland Düringer (GILT)

## Uitslag

### Nationale Raad
| Partijen                                     | Partijen                                     | Stemmen   | Percentage | Zetels | Verschil |
| -------------------------------------------- | -------------------------------------------- | --------- | ---------- | ------ | -------- |
|                                              | Österreichische Volkspartei (ÖVP)            | 1.595.526 | 31,5%      | 62     | 15       |
|                                              | Sozialdemokratische Partei Österreichs (SPÖ) | 1.361.746 | 26,9%      | 52     | 0        |
|                                              | Freiheitliche Partei Österreichs (FPÖ)       | 1.316.442 | 26,0%      | 51     | 11       |
|                                              | Das Neue Österreich (NEOS)                   | 268.518   | 5,3%       | 10     | 1        |
|                                              | Liste Peter Pilz (PILZ)                      | 223.544   | 4,4%       | 8      | NIEUW    |
|                                              | Die Grünen - Die Grüne Alternative (GRÜNE)   | 192.638   | 3,80%      | 0      | 24       |
|                                              | Meine Stimme Gilt (GILT)                     | 48.233    | 1,0%       | 0      | NIEUW    |
|                                              | Kommunistische Partei Österreichs (KPÖ)      | 39.689    | 0,8%       | 0      | 0        |
|                                              | Die Weissen (WEISSEN)                        | 9.167     | 0,2%       | 0      | NIEUW    |
|                                              | Freie Liste Österreich (FLÖ)                 | 8.889     | 0,2%       | 0      | NIEUW    |
|                                              | Neue Bewegung für die Zukunft (NBZ)          | 2.724     | 0,1%       | 0      | NIEUW    |
|                                              | Obdachlose in der Politik (ODP)              | 761       | 0,0%       | 0      | NIEUW    |
|                                              | Sozialistische Linkspartei (SLP)             | 713       | 0,0%       | 0      | 0        |
|                                              | EU-Austrittspartei (EUSAUS)                  | 693       | 0,00%      | 0      | 0        |
|                                              | Christliche Partei Österreichs (CPÖ)         | 425       | 0,0%       | 0      | 0        |
|                                              | Männerpartei (M)                             | 221       | 0,0%       | 0      | 0        |
| Ongeldige stemmen / Blanco stemmen           | Ongeldige stemmen / Blanco stemmen           | 50.950    | —          | —      | —        |
| (Opkomst 80,0%)                              | (Opkomst 80,0%)                              | 5.120.879 | 100%       | 183    |          |
| Bron: Bondsministerie van Binnenlandse Zaken |                                              |           |            |        |          |

### Per deelstaat
| Deelstaat uitslagen in %                     | ÖVP  | SPÖ  | FPÖ  | NEOS | PILZ | GRÜNE | GILT | KPÖ | Anderen |
| -------------------------------------------- | ---- | ---- | ---- | ---- | ---- | ----- | ---- | --- | ------- |
| Burgenland                                   | 32,8 | 32,9 | 25,2 | 2,9  | 2,8  | 2,0   | 0,7  | 0,4 | 0,2     |
| Karinthië                                    | 26,8 | 29,3 | 31,8 | 4,3  | 3,6  | 2,4   | 0,9  | 0,5 | 0,3     |
| Neder-Oostenrijk                             | 35,6 | 24,8 | 25,9 | 4,8  | 4,1  | 2,7   | 1,1  | 0,5 | 0,3     |
| Opper-Oostenrijk                             | 31,5 | 27,6 | 26,8 | 4,8  | 3,7  | 3,7   | 1,0  | 0,6 | 0,3     |
| Salzburg                                     | 37,7 | 22,2 | 24,4 | 5,7  | 3,5  | 4,0   | 0,9  | 0,6 | 0,9     |
| Stiermarken                                  | 31,5 | 25,1 | 29,4 | 5,0  | 3,9  | 2,8   | 0,8  | 1,1 | 0,3     |
| Tirol                                        | 38,4 | 20,8 | 24,9 | 5,7  | 3,8  | 4,5   | 0,8  | 0,6 | 0,4     |
| Vorarlberg                                   | 34,7 | 17,8 | 24,4 | 9,0  | 3,0  | 7,2   | 1,0  | 0,7 | 2,1     |
| Wenen                                        | 21,6 | 34,5 | 21,3 | 6,5  | 7,5  | 5,9   | 0,9  | 1,4 | 0,5     |
| Oostenrijk                                   | 31,5 | 26,9 | 26,0 | 5,3  | 4,4  | 3,8   | 1,0  | 0,8 | 0,5     |
| Bron: Bondsministerie van Binnenlandse Zaken |      |      |      |      |      |       |      |     |         |

## Coalitievorming
Op 20 oktober 2017 werd Sebastian Kurz (van de ÖVP) door bondspresident Alexander Van der Bellen officieel aangesteld als formateur. Uiteindelijk kwam er een regering onder de naam Kurz I geleid door ÖVP en de rechtse FPÖ. In 2019 kwam dit kabinet ten val door de zogenaamde Ibizagate.